# C16H13N3
化学式C16H13N3的化合物（摩尔质量：247.29 g/mol）可以指：
- 油黄AB（1-苯基偶氮基-2-萘胺），CAS号：85-84-7
- 萘红（4-苯基偶氮基-1-萘胺），CAS号：131-22-6

|  | 这个同类索引页列出了具有相同分子式的化学物（即同分異構體）条目。 除非您是有意链接至本页，否则应将相应条目的内部链接指向正确的条目。 |